# 강화도 모녀 납치 살해 사건
강화도 모녀 납치 살해사건(江華島母女 綁架殺人事件)은 2008년 6월 17일 안운일(당시 26세)과 하영민(당시 27세) 등 일당 4명이 강화도에서 윤복희(당시 47세)와 딸 김선영(당시 16세)을 납치하여 성폭행 후 살해한 사건이다. 사후 피해자들의 시신은 인근 공터에 유기되었고, 조사 과정에서 가해자 하영민의 이복 여동생 하수희(당시 19세) 살해사건까지 여죄로 드러났다.

## 사건 개요
사건 당일 전 피해자 윤복희가 남편의 교통사고 사망으로 남편의 보험금을 타게 된다. 그 후 마을에 소문이 퍼지고 그 소식을 접한 용의자 4명들은 범행을 결심하여 4인조 강도단을 결성한다. 윤복희가 20대 성인 남성에 의해 납치 당해 피해자 명의의 여러 은행계좌 통장과 피해자의 신용카드 등을 빼앗겼다. 범인들은 피해자 윤씨의 휴대폰으로 인천 강화군 읍내 강화 모 고등학교 수업중이던 딸 김선영에게 전화를 걸어 "엄마가 중요한 일이니까 빨리 당장 나오라"고 했는데 김선영이 거부를 하자 윤복희는 "너 엄마 말 안 들을래? 그러니까 공부는 친구 집에 가서 하고 다른 애들도 학원 다니잖아. 그러니까 담임 선생님한테 말하고 빨리 나와. 엄마가 중요한 일이니까." 딸은 "나는 친구가 없다고, 친구도 없는데..." 라고 했다. 김선영은 엄마와의 전화 통화를 들은 담임교사의 허락 하에 조퇴를 했고 4명의 남성들에 의해 납치되었다.
2008년 6월 7일 윤복희와 딸 김선영이 2008년 6월 7일 강화군 강화읍에서 실종되었다. 김선영의 담임교사는 "최근 들어 엄마 전화를 받고 조퇴를 했으나 6월 7일에 사고 결석으로  학교도 안 나오고, 휴대전화도 꺼져있고, 어머니 전화도 안받는데..."라고 해서 딸과 어머니가 함께 실종된 것이 알려졌다. 6월 18일 오전 윤복희와 같이 살던 시어머니의 신고로 수사가 시작되었다.
범인은 현금 1억원을 은행 예금에서 인출하고 잠적한 것으로 밝혀졌다. 인근 내가면에서 실종된 윤복희의 무쏘 승용차가 발견되었으며, 이후 별다른 성과를 보지 못하다가 7월 1일 범인은 윤복희를 폭행하였고, 딸에게 미안해 "엄마가 미안해"라고 유언하는 윤복희를 "시끄럽고 남편 보고싶지?"라며 성폭행하고 반항하지 못하게 목을 졸랐다. 딸 김선영(당시 16세 고1)은 범인에 의해 성추행, 성폭행과 강간을 당했으며 반항하지 못하도록 목이 졸려 살해당했다. 피해자 모녀의 시신은 인천 강화군 갈대숲에서 수색 작업 중 발견되었다.
7월 5일 몽타주가 배포되었고, 7월 11일 범인 안운일과 하영민, 이민영(24세), 연제일(26세) 등 4명이 검거되었다. 범인들은 검거된 다음날 구속되었다. 그 날 범인 4명 중 안운일과 하영민 2명이 2006년에 범인 하영민의 이복 여동생 하수희(당시 19세)도 목졸라 살해했다고 진술하였다. 또한 안운일 등은 사전에 피해자들을 범행 대상으로 지목하고 범행도 모의했으며, 납치된 윤복희 모녀를 번갈아가며 성폭행까지 하였던 것으로 확인되었다. 경찰은 7월 18일 사건을 검찰에 송치하였다.
1월 23일 1심 법원인 인천지방법원은 주범인 하영민에게 사형, 안운일과 이민영에게 무기징역, 범행에 가담하지 않은 연제일에게는 징역 5년을 선고했고, 이에 피고인들과 검찰은 각각 항소장을 제출했다.
2009년 4월 23일 서울고등법원은 안운일 등의 항소를 모두 기각하고 원심을 유지하였으나, 주범 하영민에게는 사형을 선고한 원심을 파기하고 무기징역으로 감형했다. 2009년 7월 9일 대법원은 하영민과 안운일, 이민영에게 무기징역, 연제일에게 살인교사죄 공모혐의 강도 살인 방조죄를 인정하여 징역 5년을 선고한 원심을 각 확정하였다.

## 같이 보기
- 성범죄